# 파리둔

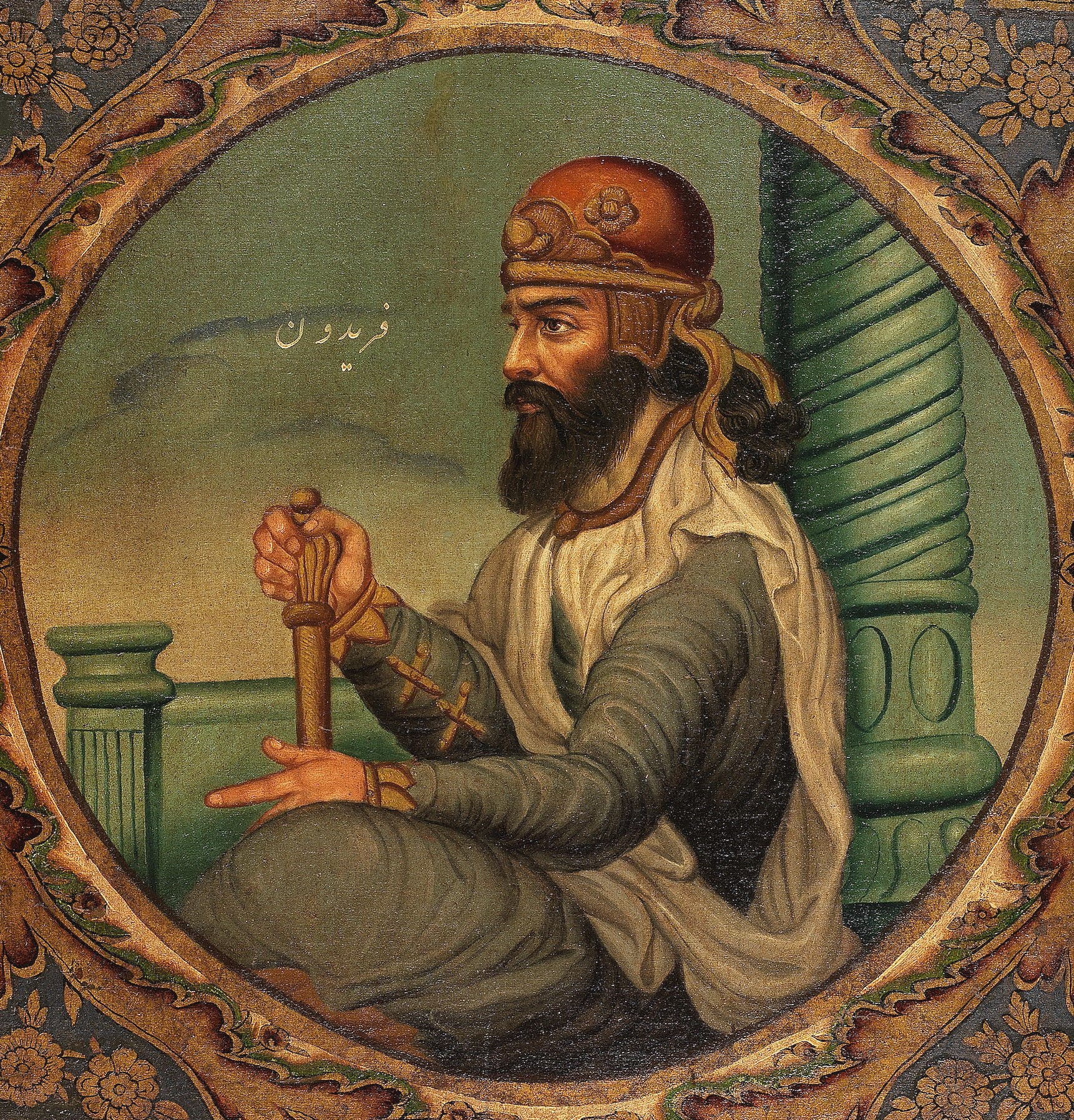

파리둔(페르시아어: فریدون) 또는 페레이둔은 페르시아 신화에 등장하는 영웅이자 왕으로, 승리, 정의와 자비의 상징이다.
그의 이름은 트라이타우나스에서 유래하였다. 트라이타우나스는 베다의 신인 트리타와 아베스탄 쓰리타의 변종으로 트리토에서 유래하였다. 두 이름 모두 세 번째라는 뜻으로 다른 두 신들과 함께 3신을 형성한다. 인도 베다에서 트리타는 태양과 바람의 신과 관련있다. 트리타는 압티야라 불리며 트라이타우나스는 그리하여 세 번째 신의 위대한 아들이다.
아베스타에서 그는 용 아지다하카의 자객으로 기록되었다. 그러나 다하카는 다마반드 산에 갇혔다. 샤나메에 따르면 파리둔은 압틴의 아들로 잠시드의 후손 중의 하나이다. 파리둔은 카베와 함께 독재 왕 자하크에 반란하여 그를 격파하고 알보르즈 산에서 그를 체포하였다. 그 후 파리둔은 왕이 되었고 신화에 따르면 나라를 500년간 다스렸다. 그의 삶의 끝에 그는 그의 왕국을 그의 세 아들 살름, 투르와 이라즈에게 나누어주었다. 이라즈는 파리둔의 막내이며 선호하는 아들로 왕국의 제일 좋은 부분이었던 이란을 상속하였다. 살름(로마제국의 어원으로 주장된다.)은 소아시아를 상속하고 투르는 중앙 아시아를 상속하였다. 이라즈에 대한 형들의 시샘으로 그는 피살되었다. 이라즈의 피살 후에 파리둔은 이라즈의 손자 마누체르를 계승시켰다. 마누세르의 복수 결정은 이란-투란 전쟁을 발발시켰다.

## 같이 보기
- 테이스페스
- 테이스파스